# Sancocho
Il sancocho è una zuppa fatta con carne, pesce, tuberi, verdure e spezie ed è tipica di paesi latino-americani come Colombia, Cuba, Ecuador, Repubblica Dominicana, Panamá, Porto Rico e Venezuela. Tra le sue origini compaiono il brodo piccante (ajiaco taíno), lo stufato (cocido español), la olla podrida spagnola e lo stufato irlandese, danese, tedesco, italiano e francese.

## Generalità
Il sancocho è una zuppa a base di tuberi, verdure, carne o pesce. Questi ingredienti ne specificano il tipo ed il nome: ad esempio c'è il sancocho di pollo, quello di pesce. Ha un alto indice calorico.
È necessaria una pentola nella quale far bollire in acqua tutti gli ingredienti, che variano secondo la versione regionale.

## Varianti

### Colombia

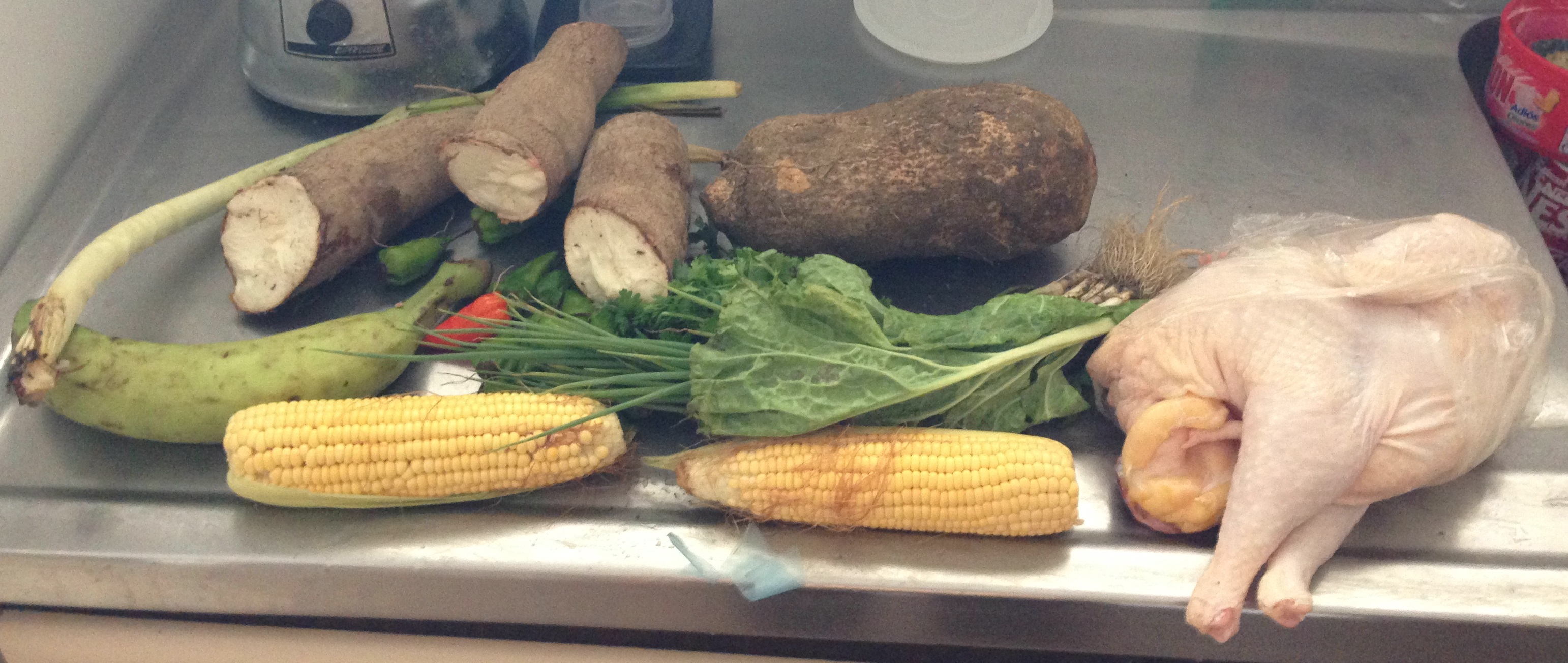
Ingredienti di un sancocho di pollo in Barranquilla

Il sancocho è uno dei piatti tipici della gastronomia colombiana ed è stato proposto in varie occasioni come piatto nazionale. Secondo l'Atlante etnografico-linguistico dell'Istituto Caro y Corvo si cucina in più di 193 località del paese. In Colombia, solitamente, il sancocho corrisponde ad un brodo denso o ad una zuppa a base di patate o manioca, a cui si aggiunge un tipo di carne (per esempio pollo, gallina, pesce, manzo, ecc.), che, in base alla scelta, dà il nome finale al sancocho. Per esempio, il sancocho preparato con carne di manzo si suole chiamarlo "sancocho di carne" o "completo"
Viene nominato per la prima volta da Juan di Santa Gertrudis nella sua opera Meraviglie della Natura come: "Sancocho chiamano la carne con banane o manioca cotta". Vengono anche descritte le varie preparazioni. La prima somiglia molto al piatto cordovese Vedovo di carne salata: "la prima preparazione consiste nel mettere in una pentola tre dita di acqua, appoggiare in questa degli stecchini che fungano da griglia, per metterci successivamente la carne e sopra le banane o la manioca. Chiudere la pentola con una foglia di banana o di achira e far cuocere a fuoco lento con il vapore dell'acqua". La seconda preparazione somiglia molto all'odierno sancocho: "tagliare a mano le banane verdi o le manioche, ma non con il coltello, perché sono troppo morbide; mettere il tutto nella pentola con pezzi di carne, aggiungere acqua e del peperoncino; così con il brodo, chiudere la pentola e lasciare cuocere".
Si mangia principalmente a pranzo come portata principale, ma anche durante feste, gite e celebrazioni popolari. Tra gli ingredienti più usati per il sancocho colombiano ci sono: carne (pollo, gallina, maiale, pesce, mucca, costoletta, cavallo, fegato, trippa, capra, tacchino, lumaca, anatra e altri), mais, carote, banane verdi, banane mature, patate dolci, manioca, patate, zucca, arracacia, spezie (pepe, cumino), legumi (fagioli, lenticchie, fave, fagioli a testa nera) e verdure (cipolla, aglio, coriandolo, sedano, peperoncino dolce).

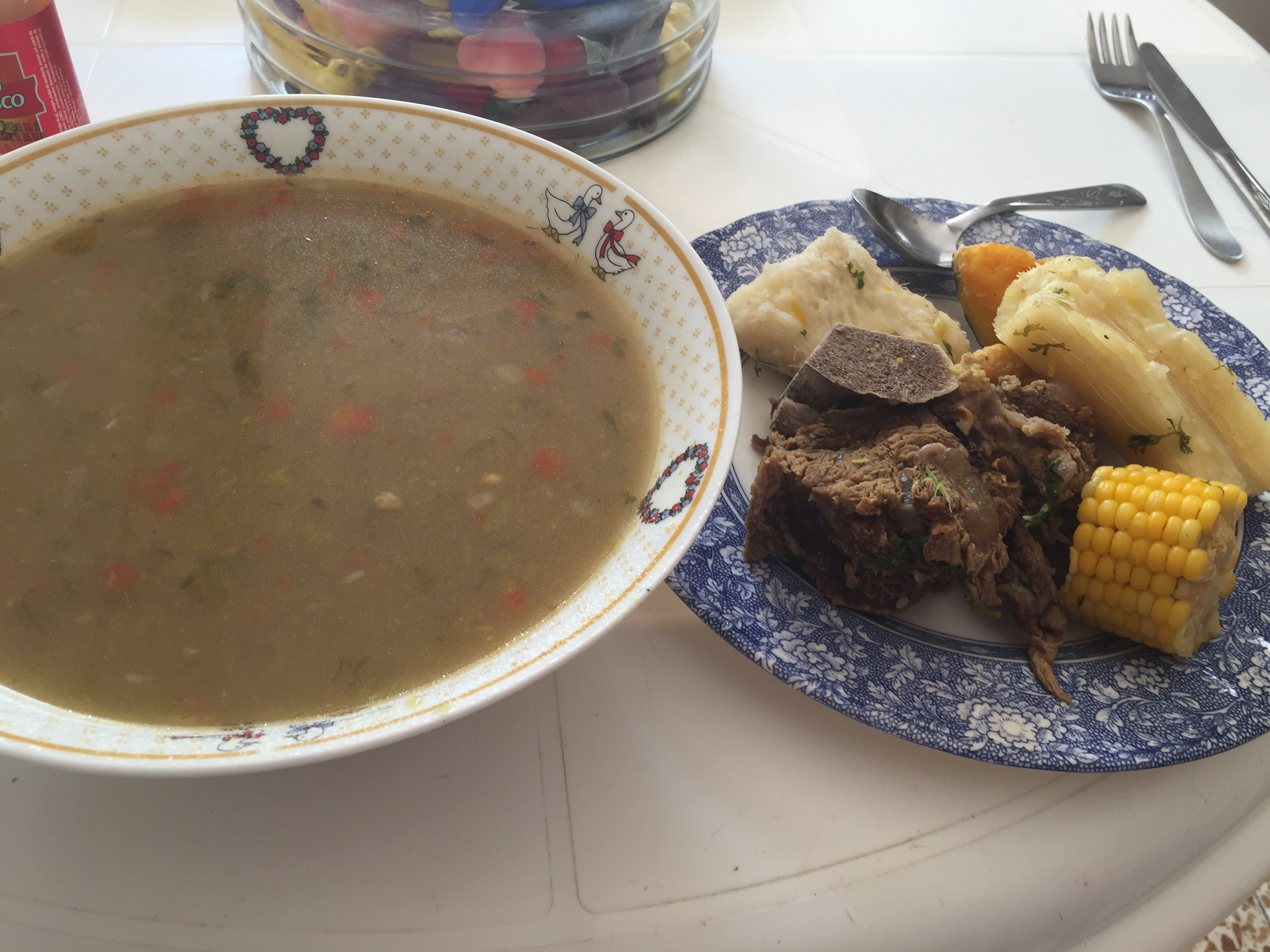
Sancocho di osso. Barranquilla, Colombia.

In ogni regione del paese, il sancocho ha i propri condimenti tradizionali. Nel dipartimento di Antioquia è tradizionale il "sancocho antioqueño o paisa", dove sono molto comuni il sancocho di carne (manzo e maiale), quello delle tre carni (tripla combinazione di manzo, maiale, gallina o pesce). Il sancocho di pollo è uno dei piatti più emblematici dei dipartimenti della Valle del Cauca e del Nariño. In Boyacá è tipica la "mazamorra chiquita"; a Bogotá il bollito; il "pausandao tumaqueño" nel litorale del Pacifico e il bollito di anatra, gallina.

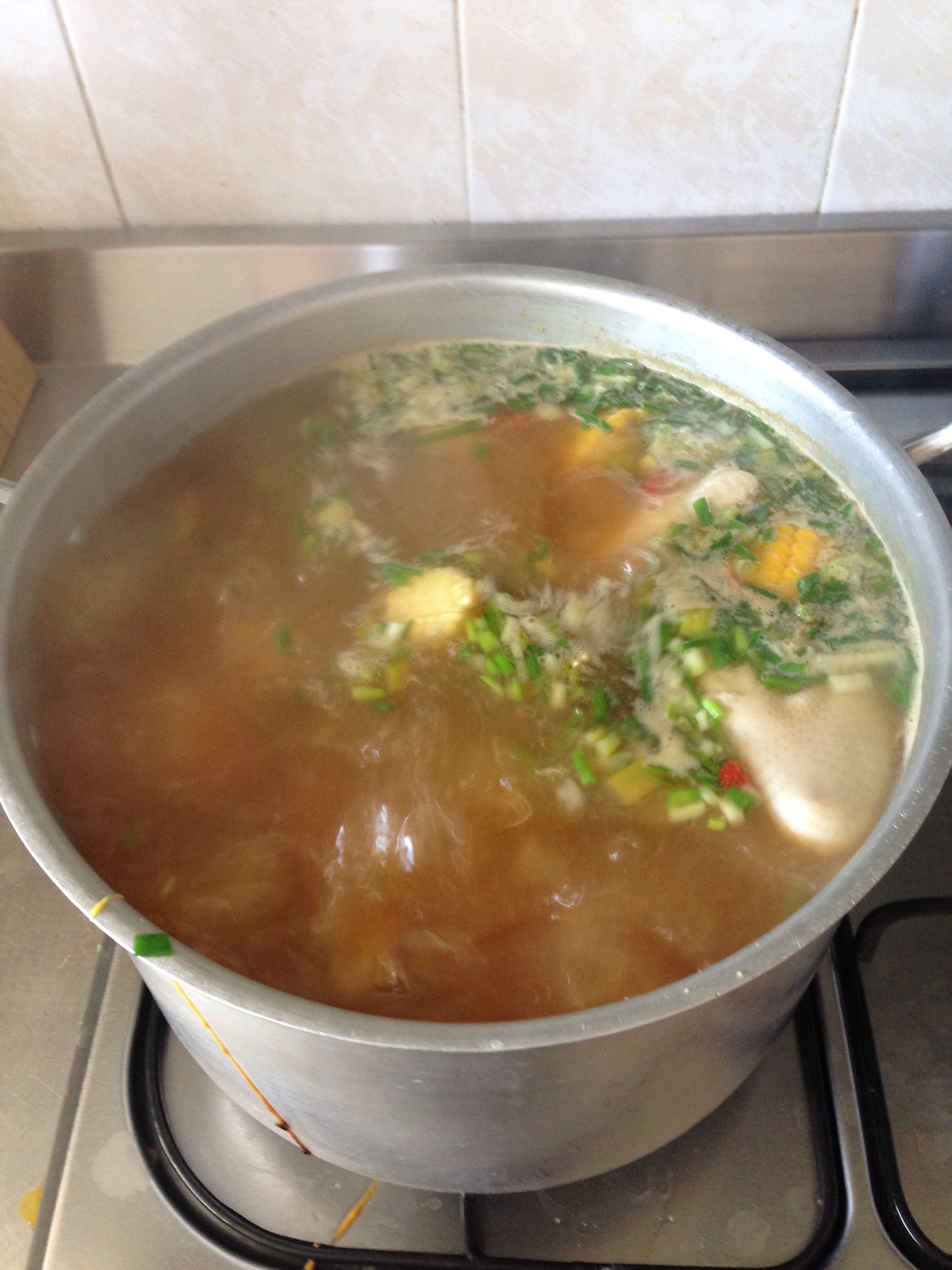
Sancocho di gallina in preparazione.

Sulla costa caraibica sono molto popolari i sancochos di pesce come il bocachico o l'aringa (preparati con latte di cocco), di pollo o di gallina, di trippa e di legumi o cereali come il sancocho di guandú con carne salata e zuppe di fagioli, di arvejas e di zaragoza (varietà di fríjol rosso). Il sancocho si mangia in qualsiasi giorno della settimana, principalmente a pranzo, accompagnato da riso bianco e acqua di panela con limone. Viene offerto anche come piatto principale nelle celebrazioni popolari come carnevali (il sancocho di guandú con carne salata è considerato il piatto del Carnevale di Barranquilla), matrimoni, battesimi e altre. Il sancocho è associato alla festa del Vallenato, che termina generalmente all'albeggiare con la degustazione del piatto.

### Cuba
Questo piatto è molto popolare a Cuba, in particolare nelle regioni rurali dove viene chiamato "sancocho" o "ajiaco", con una preferenza per quest'ultima forma di denominazione. Negli scritti risalenti alla guerra d'indipendenza si leggono spesso riferimenti a questo piatto, alimento di cui si nutrivano le truppe.
Entrambe le denominazioni furono abbandonate per essere sostituite con il termine "caldosa", divenuto popolare negli anni '80 grazie ai testi di un gruppo musicale di musica tradizionale cubana, che faceva riferimento alla "Caldosa de Kike y Marina" con origine nella provincia di Las Tunas. La zuppa è un piatto comune nelle feste di famiglia e di quartiere.
Durante la crisi economica degli anni '90, quando ci fu una grande mancanza di provviste per i cittadini, la zuppa era diventata una pietanza molto frequente sulla tavola di buona parte dei cittadini cubani, data la sua versatilità e la possibilità di inserire vari tipi di cibo disponibili in casa. Per questo motivo sono stati inseriti ingredienti come pasta, fagiolini, riso, con una scarsa presenza di spezie e carne. Viene rinominato del popolo con il termine "sopinguete", che, con tono sprezzante e derisorio, allude al fatto che il risultato non è sempre quello di un piatto gustoso.
Ad oggi la denominazione "sopinguete" è caduta in disuso; è conosciuta in tutto il paese come "caldosa" e come ajiaco a Baracoa e in altri luoghi molto rurali. È molto raro chiamarlo "sancocho" quando ci si riferisce alla pietanza; è invece più probabile sentirlo chiamare così quando ci si riferisce agli avanzi che vengono raccolti per nutrire i maiali.

### Ecuador
È una zuppa composta da manioca, mais, banane verdi, piselli, riso, carote, annatto, sale, pepe, erba cipollina (cipolla bianca lunga) e coriandolo tritato per decorare. Può essere preparato con carne di manzo, pollo o pesce; quest'ultima variante viene realizzata soprattutto nella regione della costa ecuadoriana, in cui vengono incluse nella ricetta le arachidi per dare il sapore caratteristico del sancocho.

### Panama
Il sancocho è un piatto fondamentale anche nella gastronomia panamense. È una zuppa con riso bianco come accompagnamento principale. Viene servito come piatto rinvigorente a pranzo, dopo un duro giorno di lavoro o durante grandi feste. Di solito contiene le patate dolci e viene condito con cipolla, aglio, sale, pepe, coriandolo e origano. Quando si aggiunge la carne di manzo, viene semplicemente chiamata "zuppa di carne".
Nella penisola di Azuero e nelle province centrali è tipico il sancocho di pollo, che contiene ingredienti come igname, pollo, spezie come origano e coriandolo. In altre regioni come il Chiriquí, si aggiungono manioca, zucchine e mais.
Nella provincia di Bocas del Toro si prepara il sancocho con pollo, costata di manzo e coda di maiale; di solito si aggiunge anche la coscia e la trippa di mucca, igname, manioca, mais, banane verdi, peperoncino, zucca e coriandolo. In alcuni paesi della costa si prepara con il pesce.
Nel 2003, durante la commemorazione per il centenario della Repubblica, è stato preparato un sancocho che è rientrato nel Guinness dei primati come la più grande zuppa di pollo e igname del mondo, cucinandone più di 2.562 galloni in una pentola da 1.470 libbre.

### Porto Rico
Il sancocho, un tempo chiamato pentola marcia, è una zuppa tipica anche della gastronomia portoricana. Il vero sancocho è denso e contiene banana verde e/o matura, manioca, patate, igname, patate dolci, sechio, zucca, pannocchie, così come alcuni tipi di carni come pollo, gallina, maiale, manzo, capra, chorizo, salsiccia, pesce, trippa e altri. Vengono aggiunti anche legumi come ceci, fagioli, lenticchie. Di solito è accompagnato da riso bianco. In origine, veniva preparato con gli avanzi o con le pietanze disponibili in famiglia per nutrire più persone.

### Repubblica Dominicana
Nella Repubblica Dominicana c'è una grande varietà di sancocho, anche se condividono tutti la stessa base di partenza. Come il sancocho dei paesi caraibici, è una zuppa densa preparata con tutti i tipi di tuberi, legumi e carni. In alcune parti del paese è chiamato "salcocho".
Per i dominicani, il sancocho è così culturalmente importante che, per alcuni decenni, gli sono state dedicate canzoni come, ad esempio, "El sancocho prieto", una canzone popolare degli autori Alberto Beltrán, Vinicio Franco, Joseíto Mateo e Johnny Ventura.

#### Variazioni
Esistono alcune varianti come il sancocho bianco, composto principalmente da pollame; un altro è il cosiddetto sancocho delle sette carni, che contiene varie carni come pollo, gallina creola o faraona, maiale, manzo, in alcuni luoghi capra, salsiccia, costolette di maiale affumicate, costine affumicate, salsiccia di maiale, ecc. Nelle leggende metropolitane e rurali viene spesso menzionato com ingrediente la carne di hawksbill e persino quella di lamantino. La caccia di questi ultimi è stata bandita molti anni fa per la bioconservazione. Altre aggiunte e variazioni sono dovute ai tipi unici di carne e condimenti che vanno da ravioli con banana verde, ravioli con farina di grano, ravioli di Guayiga (un tubero della regione meridionale, principalmente San Cristóbal e Palenque) o altri tuberi che variano in base alla regione.

#### Il sancocho prieto
Il suo colore deriva dall'aggiunta della banana verde, della banana rulo e delle banane più morbide, insieme ad altri condimenti come manioca, yautia, viola, bianco, giallo, igname, patate, origano, coriandolo, peperoncino, carne precotta o soffritta, capra, maiale, manzo, pollo, anatra, tacchino.

#### Il sancocho de guandules (piselli piccanti) e il sancocho de habichuela
Tra i sancocho più apprezzati e succulenti c'è il sancocho di grano, principalmente fatto con fagioli rossi e guandules verdi (piselli piccanti). La preparazione è praticamente la stessa, ma ha una base di grano stufato o almeno precedentemente ammorbidito.

### Venezuela
In Venezuela i sancocho vengono preparati in tutto il paese. Riconosciuto come un tipico pasto da fine settimana, il sancocho può essere preparato con carne di manzo (generalmente Llanos), pollo o gallina (generalmente centrale o occidentale), manzo (trippa) o capra (in questo caso si chiama "trippa di capra", tipica degli stati occidentali Lara e Falcón), pesce o crostacei (generalmente dalle coste orientali e caraibiche); in caso di unione di due tipi di carne (ad esempio pollo e manzo) è detto incrociato. Tra le verdure tradizionali e condimenti ci sono igname, cipolla, aglio, sale, pepe, origano, patate, yucca, mais, sedano, ocumo, zucca, cavolo cappuccio, zucca cinese, peperoncino, coriandolo e banana verde.
Viene consumato principalmente durante il pranzo e servito come piatto principale anche in occasione di feste o celebrazioni popolari. Queste zuppe sono le portate centrali della cucina venezuelana e di solito non sono accompagnate da altri piatti. Il sancocho è molto comune nei festeggiamenti e di solito viene servito durante o dopo essi. Questa pietanza, secondo la credenza popolare, serve ad alleviare i postumi di una sbornia che si possono avvertire il giorno dopo aver consumato bevande alcoliche. Per questo motivo è tipico servire questo piatto a pranzo nei giorni di Natale o Capodanno, anche se alcuni lo sostituiscono con il barbecue.
Generalmente, se accompagnato, viene servito con il casabe (pane) o con l'arepas. Alcuni vi aggiungono del succo di limone (soprattutto in quello di pesce). Esistono alcune varianti, come il cosiddetto incrociato, chiamato in questo modo se composto da due tipi di carne, e il cosiddetto trifasico, quando vi è la combinazione di ben tre tipi di carne. L'importanza di questo piatto nelle celebrazioni è innegabile: lo è così tanto che l'espressione "andare ad un sancocho" è comunemente usata al posto di "andare ad una festa". Colloquialmente, è spesso chiamato semplicemente "zuppa". In alcune regioni (come nello stato di Zulia) gli viene dato il nome di sopon, ma è anche conosciuto come bollito.